# جويل وليامز
جويل وليامز (بالإنجليزية: Joel Williams)‏ هو لاعب كرة قدم أمريكية أمريكي، ولد في 13 ديسمبر 1956 في ميامي في الولايات المتحدة.

## وصلات خارجية
- جويل وليامز على موقع مرجع كرة القدم المحترفة.كوم (الإنجليزية)